# Grand Prix Niemiec 1934
Grand Prix Niemiec 1934 (oryg. VII Großer Preis von Deutschland) – jeden z wyścigów Grand Prix rozegranych w 1934 roku, a trzeci spośród tzw. Grandes Épreuves.

## Lista startowa
Na niebieskim tle kierowcy, którzy nie wzięli udziału w kwalifikacjach, lecz współdzielili samochód w czasie wyścigu
| Nr | Kierowca                | Zespół                      | Samochód             | Silnik                |   |
| -- | ----------------------- | --------------------------- | -------------------- | --------------------- | - |
| 1  | Hans Stuck              | Auto Union AG               | Auto Union A         | Auto Union 4.4 V-16   | ? |
| 2  | August Momberger        | Auto Union AG               | Auto Union A         | Auto Union 4.4 V-16   | ? |
| 2  | Ernst Burggaller        | Auto Union AG               | Auto Union A         | Auto Union 4.4 V-16   | ? |
| 3  | Ernst Burggaller        | Auto Union AG               | Auto Union A         | Auto Union 4.4 V-16   | ? |
| 4  | Hugh Hamilton           | Whitney Straight            | Maserati 8CM         | Maserati 3.0 S-8      | ? |
| 5  | Paul Pietsch            | prywatny                    | Alfa Romeo Monza     | Alfa Romeo 2.6 S-8    | ? |
| 6  | Rudolf Caracciola       | Daimler-Benz AG             | Mercedes-Benz W25    | Mercedes-Benz 3.4 S-6 | ? |
| 7  | Manfred von Brauchitsch | Daimler-Benz AG             | Mercedes-Benz W25    | Mercedes-Benz 3.4 S-6 | ? |
| 8  | Hanns Geier             | Daimler-Benz AG             | Mercedes-Benz W25    | Mercedes-Benz 3.4 S-6 | ? |
| 8  | Ernst Henne             | Daimler-Benz AG             | Mercedes-Benz W25    | Mercedes-Benz 3.4 S-6 | ? |
| 9  | Luigi Fagioli           | Daimler-Benz AG             | Mercedes-Benz W25    | Mercedes-Benz 3.4 S-6 | ? |
| 10 | Tazio Nuvolari          | prywatny                    | Maserati 8CM         | Maserati 3.0 S-8      | ? |
| 11 | László Hartmann         | prywatny                    | Bugatti T51          | Bugatti 2.3 S-8       | ? |
| 12 | Ulrich Maag             | prywatny                    | Alfa Romeo Monza     | Alfa Romeo 2.3 S-8    | ? |
| 14 | Hans Rüesch             | prywatny                    | Maserati 8CM         | Maserati 3.0 S-8      | ? |
| 15 | Luigi Soffietti         | Scuderia Siena              | Alfa Romeo Monza     | Alfa Romeo 2.6 S-8    | ? |
| 16 | Renato Balestrero       | Gruppo Genovese San Giorgio | Alfa Romeo Monza     | Alfa Romeo 2.6 S-8    | ? |
| 17 | Achille Varzi           | Scuderia Ferrari            | Alfa Romeo Tipo B/P3 | Alfa Romeo 2.9 S-8    | ? |
| 18 | Louis Chiron            | Scuderia Ferrari            | Alfa Romeo Tipo B/P3 | Alfa Romeo 2.9 S-8    | ? |
| 19 | Guy Moll                | Scuderia Ferrari            | Alfa Romeo Tipo B/P3 | Alfa Romeo 2.9 S-8    | ? |
| 20 | Goffredo Zehender       | Officine Alfieri Maserati   | Maserati 8CM         | Maserati 3.0 S-8      | ? |
| 21 | Giovanni Minozzi        | Scuderia Siena              | Alfa Romeo Monza     | Alfa Romeo 2.3 S-8    | ? |
| 22 | Attilio Battilana       | Gruppo Genovese San Giorgio | Alfa Romeo Monza     | Alfa Romeo 2.3 S-8    | ? |
| Nr | Kierowca                | Zespół                      | Samochód             | Silnik                |   |

## Wyniki

### Wyścig
Źródło: kolumbus.fi
| P                                                     | + / – | Nr | Kierowca                          | Konstruktor   | Okr. | Czas / Strata      | Komentarz              |
| ----------------------------------------------------- | ----- | -- | --------------------------------- | ------------- | ---- | ------------------ | ---------------------- |
| 1                                                     | 8     | 1  | Hans Stuck                        | Auto Union    | 25   | 4h38:19,2          |                        |
| 2                                                     | 9     | 9  | Luigi Fagioli                     | Mercedes-Benz | 25   | +2:07,0            |                        |
| 3                                                     | 1     | 18 | Louis Chiron                      | Alfa Romeo    | 25   | +8:13,6            |                        |
| 4                                                     | 1     | 10 | Tazio Nuvolari                    | Maserati      | 25   | +16:51,0           |                        |
| 5                                                     | 14    | 8  | Hanns Geier                       | Mercedes-Benz | 25   | +20:46,2           |                        |
| 6                                                     | 1     | 20 | Goffredo Zehender                 | Maserati      | 25   | +36:27,6           |                        |
| 7                                                     | 5     | 11 | László Hartmann                   | Bugatti       | 24   | +1 okr             |                        |
| Niesklasyfikowani                                     |       |    |                                   |               |      |                    |                        |
|                                                       |       | 2  | August Momberger Ernst Burggaller | Auto Union    | 20   | Awaria mechaniczna | Samochód współdzielony |
|                                                       |       | 14 | Hans Rüesch                       | Maserati      | 19   | Pompa paliwowa     |                        |
|                                                       |       | 15 | Luigi Soffietti                   | Alfa Romeo    | 14   | Tylna oś           |                        |
|                                                       |       | 6  | Rudolf Caracciola                 | Mercedes-Benz | 14   | Silnik             |                        |
|                                                       |       | 21 | Giovanni Minozzi                  | Alfa Romeo    | 10   | Silnik             |                        |
|                                                       |       | 19 | Guy Moll                          | Alfa Romeo    | 6    | Skrzynia biegów    |                        |
|                                                       |       | 3  | Ernst Burggaller                  | Auto Union    | 4    | Skrzynia biegów    |                        |
|                                                       |       | 16 | Renato Balestrero                 | Alfa Romeo    | 3    | Skrzynia biegów    |                        |
|                                                       |       | 17 | Achille Varzi                     | Alfa Romeo    | 1    | Skrzynia biegów    |                        |
|                                                       |       | 4  | Hugh Hamilton                     | Maserati      | 0    | Tłok               |                        |
|                                                       |       | 22 | Attilio Battilana                 | Alfa Romeo    | 0    |                    |                        |
| Zdyskwalifikowani                                     |       |    |                                   |               |      |                    |                        |
|                                                       |       | 12 | Ulrich Maag                       | Alfa Romeo    | 25   | 28:30,3            |                        |
| Nie wystartowali / niedopuszczeni do ponownego startu |       |    |                                   |               |      |                    |                        |
|                                                       |       | 5  | Paul Pietsch                      | Alfa Romeo    |      |                    |                        |
|                                                       |       | 7  | Manfred von Brauchitsch           | Mercedes-Benz |      |                    |                        |
| P                                                     | + / – | Nr | Kierowca                          | Konstruktor   | Okr. | Czas / Strata      | Komentarz              |

### Najszybsze okrążenie
Źródło: teamdan.com
| Nr | Kierowca   | Konstruktor | Czas    | Okr. |
| -- | ---------- | ----------- | ------- | ---- |
| 1  | Hans Stuck | Auto Union  | 10:43,8 |      |